# 950 Ahrensa
950 Ahrensa eller 1921 JP är en asteroid i huvudbältet, som upptäcktes den 1 april 1921 av den tyske astronomen Karl Wilhelm Reinmuth i Heidelberg. Den är uppkalad efter vänner till upptäckaren.
Asteroiden har en diameter på ungefär 13 kilometer.